# Associated Weavers
Associated Weavers Europe NV/SA (AW) is een Belgische producent van getuft residentieel kamerbreed tapijt. De hoofdzetel is gevestigd in Ronse, waar het grootste deel geproduceerd wordt. Er is een kleinere afdeling in Liberec (Tsjechië) voor de productie van arbeidsintensieve tapijten. Associated Weavers exporteert naar meer dan 60 landen. Het Verenigd Koninkrijk, Duitsland, Centraal- en Oost-Europa, Scandinavië en Frankrijk zijn de voornaamste afzetgebieden.

## Geschiedenis
1964: De Amerikaanse tapijtproducent Trend Mills startte een filiaal op in Ronse.
1969: Het Amerikaanse Champion International nam twee ondernemingen over: Trend Mills en het Britse Associated Weavers uit Bradford (West Yorkshire, Groot-Brittannië). Op dat ogenblik was Associated Weavers wereldwijd de belangrijkste producent van geweven (en)  Axminster-tapijt en Europa’s grootste fabrikant van bedrukt getuft tapijt. Kort daarop startte Associated Weavers met het tuften en bedrukken van kamerbreed tapijt in de vestiging te Ronse onder de naam Associated Weavers Europe.
1984: Champion International stopte met tapijtproductie. Dit resulteerde in een management buy-out en de oprichting van Associated Weavers International.
1990: Associated Weavers International nam Prado in Kuurne over, een producent van karpetten en getuft kamerbreed tapijt.
1993: Associated Weavers International produceerde voor het eerst meer dan 50 miljoen m² tapijt.
1997: Associated Weavers International werd de eerste Belgische tapijtfabrikant die geïntroduceerd werd op de Beurs van Brussel.
1998: Associated Weavers International nam een fabriek over in Liberec (Tsjechië) voor de productie van arbeidsintensief werk zoals het afwerken van tapijtlopers en speeltapijten voor kinderen.
2001: Associated Weavers International nam de Franse firma Balsan gelegen in Arthon, Frankrijk over. Balsan was gespecialiseerd in kamerbreed tapijt voor contracttoepassingen zoals hotels, openbare gebouwen, scholen, …
2006: Associated Weavers International richtte Papilio op, een dochterfirma die karpetten uit het Oosten import en distribueert.
2006: Associated Weavers International werd via een publiek overnamebod overgenomen door de Beaulieu Kruishoutem Groep van Stephan Colle.
2008-2010: Tijdens deze periode concentreerde Associated Weavers al zijn productie en logistieke activiteiten te Ronse.
2010: Associated Weavers Europe maakt deel uit van de Belgotex International Group samen met:
- Nyobe (Kruishoutem, België) was een fabrikant van polymeren en garens uit polyamide.[8]
- Balsan SAS (Arthon, Frankrijk) is een fabrikant van kamerbreed tapijt en tapijttegels.
- Beaulieu do Brasil (Ponta Grossa, Brazilië) is producent van getuft vast tapijt, kamerbreed naaldvilttapijt en tegels. Beaulieu do Brasil verdeelt ook LVT (Luxury Vinyl Tiles) en pvc-vloerbekleding.
- Belgotex Floorcoverings Pty Ltd (Pietermaritzburg, Zuid-Afrika) is een fabrikant van zachte vloerbekleding voor contract- en residentiële toepassingen, kamerbreed tapijt, taptijttegels en kunstgras voor sportvelden en landscaping-toepassingen. Belgotex is verticaal achterwaarts geïntegreerd en maakt nylon- en polypropyleengarens en polyesterstapelvezels. Belgotex verdeelt ook pvc-vloerbekleding en LVT.
- Papilio (Kuurne, België) creëert trendy tapijtcollecties en is gespecialiseerd in innovatieve marketingconcepten voor de retailsector met producten uit de hele wereld.
- Beaulieu Pacific (Brisbane, Australië) is een fabrikant van geweven jacquardstoffen voor residentiële toepassingen en de contractmarkt (meubelstoffen, overgordijnen, optrekgordijnen, wandbekleding, …).

### Crisisperiode
Eind 20e eeuw en vooral in het begin van de 21e eeuw had Associated Weavers het moeilijk het hoofd boven water te houden. Hevige directe en indirecte concurrentie en krimpende markten wereldwijd werden aangeduid als de belangrijkste oorzaken.

#### 2025
Na het faillissement van de garendivisie Nyobe in 2024 valt nu ook de omzet van het Ronsense dochterbedrijf Associated Weavers terug en gaat de groep met een nettoverlies van bijna 40 miljoen euro nog dieper in het rood. De omzet van Associated Weavers is met 8,5 procent teruggevallen, tot 128 miljoen euro. Associated Weavers krijgt de laatste jaren af te rekenen met stevige concurrentie van het Nederlandse Condor, Turkse producenten met lage loon- en energiekosten en de Britse concurrenten (o.a. Victoria), die vaak hun eigen distributie hebben.

### Vandaag
Sinds 2010 volgt Associated Weavers een meer marketing gedreven strategie. Een nieuw beeldmerk en huisstijl werd geïntroduceerd voor de markten buiten het Verenigd Koninkrijk samen met het Carpet Your Life concept als slogan. In 2014 kwam voor het eerst een collectie op de markt met de commerciële merknaam Sensualité. Begin 2015 volgde een 2de collectie met de commerciële merknaam Invictus.

## Carpet Your Life

### Slogan
Associated Weavers wil met de slogan Carpet Your Life tapijt terug een rechtmatige plaats geven in woningen naast andere vloerbedekkingen. Het is een vernieuwde aanpak om de collecties te presenteren met meer aandacht voor de wensen van de klant. Het aanbod aan tapijten wordt volgens 5 "lifestyles" ingedeeld.

### 5 Lifestyles
5 collecties (CityLife, WorldLife, ClassicLife, SweetLife and SimpleLife) typeren de verschillende lifestyles. Elke lifestyle omvat  een samenhanged geheel aan kleuren, texturen en materialen die het best aansluiten aan de voorkeur van een individueel persoon.

### Sensualité collectie
Sensualité is de commerciële merknaam voor super zacht tapijt dat gebruik maakt van het iSense garen. Het garen is gesponnen uit fijne polyamide filamenten met als belangrijkste kenmerk zijn extreme zachtheid. Deze collectie wordt vaak geplaatst in slaapkamers.

### Invictus collectie
Invictus is de commerciële merknaam voor duurzaam tapijt dat gebruik maakt van het iVinci garen. Het garen is gesponnen uit fijne in de massa gekleurde polypropeen filamenten. Hierdoor is het garen kleurvast en sterk bestand tegen vlekken.

## Lijst met CEO's
- Tot 2008: Henri van Dierdonck
- Sinds 2008: Erik Deporte